# Если ты прав…
«Е́сли ты прав…» — советский художественный фильм 1963 года. В фильме использован рассказ Георгия Шелеста «Самородок».

## Сюжет
Галя «положила глаз» на телефонного мастера Алексея Гончарова и частенько названивает в бюро ремонта, прося, чтобы его прислали. Между молодыми людьми возникает взаимное чувство, и Алексей знакомит Галю со своими «стариками», представляя её как свою невесту.
Обслуживая очередных клиентов, Алексей сталкивается с недоверием: клиенты опасаются, что он их «обчистит». Алексей обижается и отказывается у них работать. Непонятый начальством, он уходит с работы. Галя не поддерживает его, и отношения с ней также дают трещину.
Дедушка Гали — репрессированный комбриг войск ВЧК-ОГПУ — после реабилитации становится писателем. Он проводит с парнем беседу и даёт ему почитать своё произведение. В нём описывается случай, произошедший с ним в 1942 году, когда он со своими товарищами мыл золото на Колыме: они находят самородок весом в полтора килограмма.

## В ролях
главных героев — телефониста и его девушку — играли Слава Любшин и Жанна Болотова. Болотова уже была очень известной актрисой, а Любшина кинозрители пока что почти не знали. Это была одна из первых его ролей в кино.— Геннадий Красухин
- Станислав Любшин — Алексей
- Жанна Болотова — Галя

Жанна Болотова и Станислав Любшин

- Алексей Краснопольский — дедушка Гали

- Галина Соколова — Катя Соколова, диспетчер бюро ремонта
- Геннадий Сайфулин — Гена, механик телеателье
- Анатолий Волков — сосед Алексея по общежитию
- Валентин Грачёв — Ваня, сосед Алексея по общежитию
- Дмитрий Шутов — командующий военной флотилией Душенов, политзаключённый
- Иван Лапиков — председатель колхоза Ефим Голубев, политзаключённый
- Григорий Лямпе — партийный работник Гендель, политзаключённый
- Михаил Львов — учётчик из уголовников
- Михаил Медведев
- Виктор Щеглов — Николай Иванович, начальник узла
- Николай Ковшов — Высотин
- Пётр Вишняков — отец Алексея
- Николай Романов — Михаил Абрамович
- Олег Видов — брат Алексея

## Съёмочная группа
- Авторы сценария: Эмиль Брагинский, Юрий Егоров
- Режиссёр-постановщик: Юрий Егоров
- Операторы: И. Шатров, П. Катаев
- Художники: И. Бахметьев, Н. Сендеров
- Композитор: М. Фрадкин
- Песню «Ночной разговор» (М. Фрадкин — В. Лазарев) исполняет Владимир Трошин[2]
- Текст песни В. Лазарева

## Критика
Это была третья роль в кинокарьере актрисы Жанны Болотовой, но первая главная, кинокритик Михаил Блейман так сравнивал игру с её игрой в фильме «Люди и звери»:

Здесь Болотова играет главную роль. Драматургия этого фильма предоставила ей больший плацдарм, чем это было в «Людях и зверях». И Болотова играет в картине так же достоверно и точно, так же убедительно. Но вот в чем беда — она играет тот же характер, ту же внутреннюю его тему, и поэтому у зрителя не возникает радости узнавания нового человека, знакомства с новым для него характером, как это было в «Людях и зверях». Роль сыграна Болотовой, может быть, даже увереннее и с большим мастерством, но в осмыслении роли нет новых красок, новой темы, новых ассоциаций. Уже найденный образ не развивается, хотя Болотова делает все, что только может сделать актер, чтобы его углубить. Эта роль, конечно, не неудачна, но и не открытие. Виновна ли в этом Болотова? Мне кажется — нет.— Блейман М. - Жанна Болотова // Актёры советского кино. Вып. 2. - М.: Искусство, 1966.- 43-51 с.
Но позже, когда актрисой было сыграно уже с десяток ролей в кино, с такой оценкой её роли в этом фильме не согласился Яков Сегель,

Такие роли заставляют актера думать, искать, пересматривать свою практику. За годы работы в кино Жанна Болотова многое поняла: не случайно в фильме «Если ты прав» Ю. Егорова актриса впервые попыталась выйти за рамки привычной своей сдержанности, ибо почувствовала, что такой стиль может стать тормозом в её творчестве.— Жанна Болотова: творческий путь / Я. Сегель. - Москва: Бюро пропаганды советского киноискусства. - 16 с.